# Schloss Schöndorf

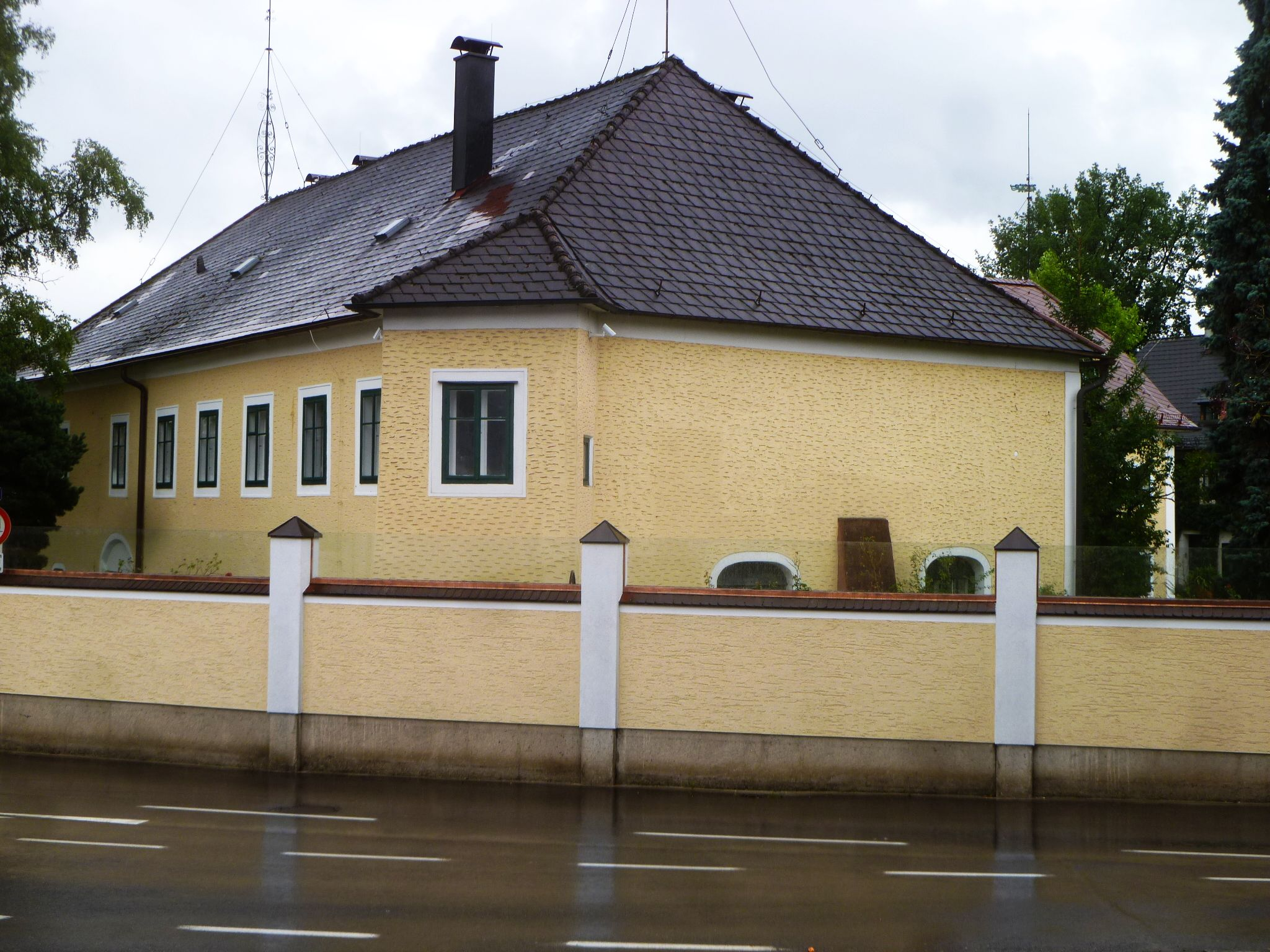
Schloss Schöndorf, 2013

Das Schloss Schöndorf liegt in der Stadtgemeinde Vöcklabruck im Bezirk Vöcklabruck von Oberösterreich (Gmundner Straße 76).

## Geschichte
Im 12. Jahrhundert waren in Schöndorf Gefolgsleute der Regauer Grafen angesiedelt. 1135 übergab ein Wezilo von Schöndorf durch During von Vöckla seinen Besitz zu Wagrain an die Fürstpropstei Berchtesgaden. 1301 erwarb ein Friedrich von Schöndorf ein Mondseer Lehen am Attersee. Dessen Söhne waren Gefolgsleute des Heinrich von Schaunburg. 1313 wird ein Maynhart der Schondorfer genannt. 1373 hat sich Nikolaus Perkheimer nach dem Sitz Schöndorf benannt. In einer Urkunde des Stiftes St. Florian kommt 1453 ein Andreas Schöndorfer unter den rittermäßigen Zeugen vor.
Schöndorf stand zur Hälfte unter der Lehensherrschaft des habsburgischen Landesherrn und zur anderen unter der der Paiss zu Mitterberg. Die Rechte der Paiss gingen 1550 an die Fronhofer zu Walkering über.
1572 erwarb der Pfleger der Herrschaft Puchheim, Hans Plass zu Hofegg, Rechte an der Schöndorfer Mühle, die er aber wieder an Weikard von Polheim verkaufte. Im Tauschweg erhielt dieser von Hans Frondorfer Untertanen und Grundstücke der Herrschaft Schöndorf und verkaufte den ganzen Besitz 1602 an David Engl zu Wagrain. Diese Familie blieb bis 1848 im Besitz von Schöndorf. Danach ging Schöndorf an die Familie Braun aus Konstanz über, die dort die Feilen- und Werkzeugfabrik, Ernst Braun & Söhne, gründeten (ab 1999 Braun’s Maschinenfabrik Ges.m.b. H.) Isidor Karl Braun (1801–1866) war Gründer der Firma, die heute noch als Familienunternehmen geführt wird.
Ein Brand von 1934 hat Teile des Schlosses zerstört, in der Folge sind zwei kleine Türme nicht wieder aufgebaut worden.

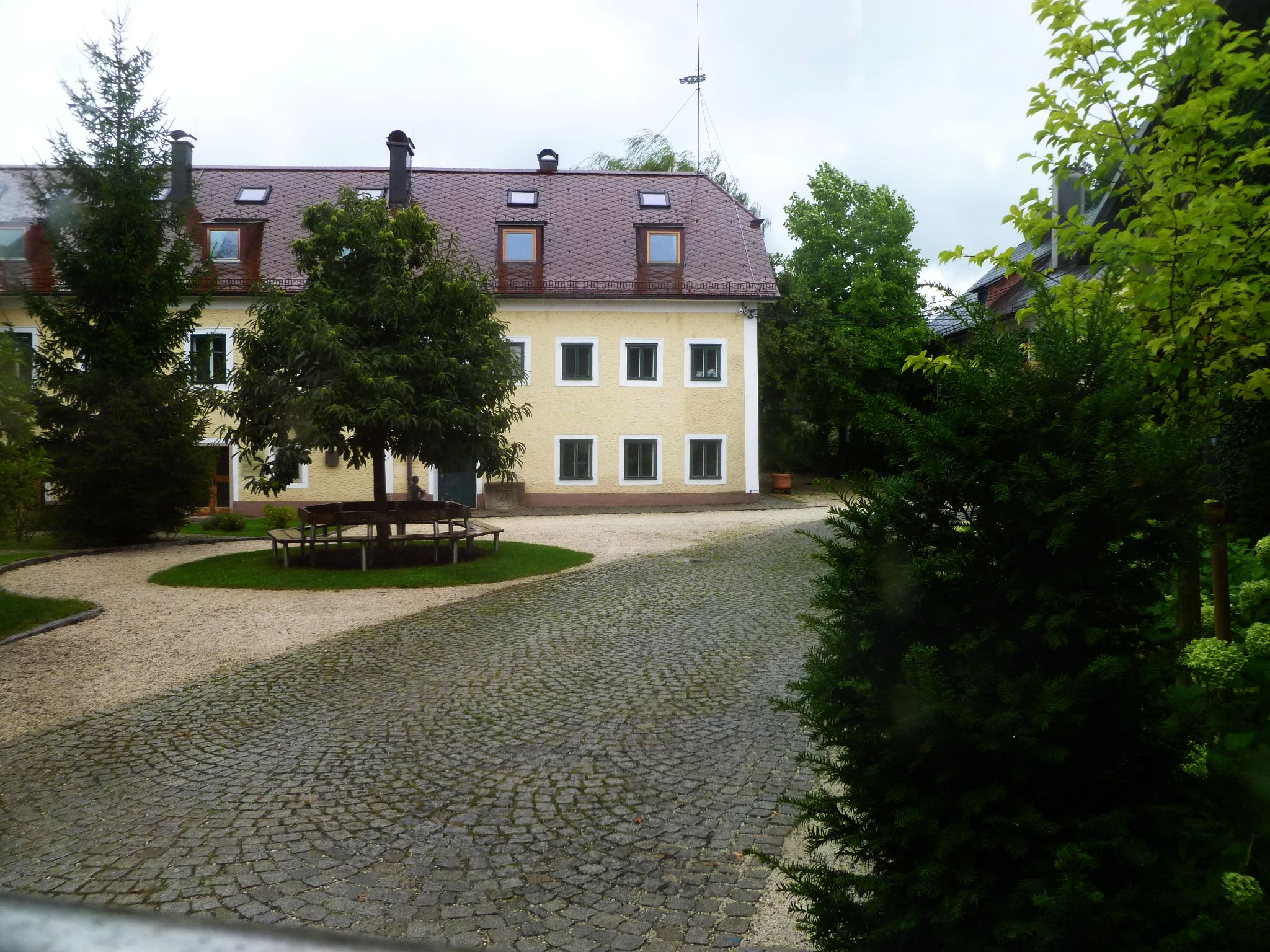
Schloss Schöndorf heute

## Schloss Schöndorf heute
Heute ist Schloss Schöndorf ein zweigeschoßiger Baukörper, der in die Maschinenfabrik Braun integriert ist. Schloss Schöndorf wurde 2012 renoviert und revitalisiert.